# Szinkronizálás (filmgyártás)

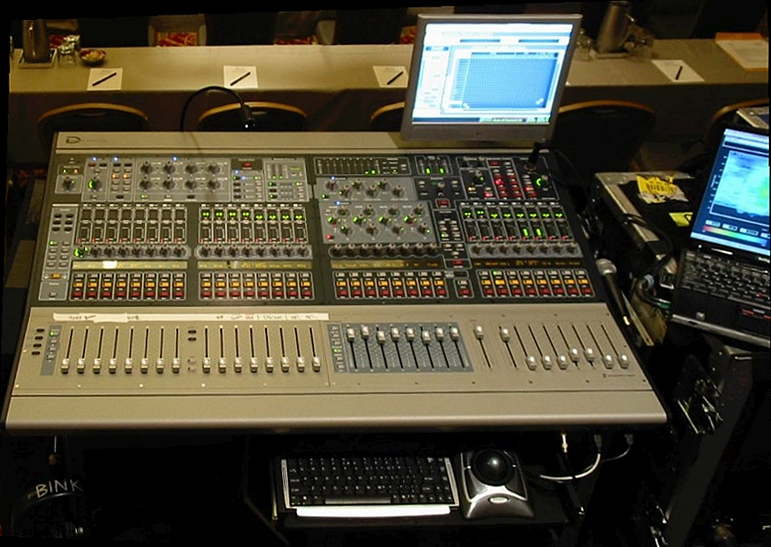
Digitális keverő

A szinkronizálás egy olyan filmgyártási tevékenység, melynek során egy már meglévő kép- és hanganyaghoz általában az eredetitől eltérő nyelven új dialógusokat vesznek fel lecserélve (vagy részben elfedve) az eredetit.
Több formája létezik:
- Klasszikus értelemben vett szinkronizálás (szinkron), melynek során a meglévő képanyag idegen nyelvű beszéd (dialógus) sávját teljes egészében eltávolítva teljesen új dialógusokat vesznek fel. Ez megszokott metódusa különböző külföldi audiovizuális tartalmak (mozi, illetve tv-filmek, tv-sorozatok, reklámfilmek stb.) magyarosításának. (Közönségfilmek és televíziós forgalmazásra kerülő tartalmak esetében rendkívül elterjedt, a művészfilmek, illetve konkrét társadalmi csoportokat megcélzó alkotások esetében ritkább.)
- Hangalámondás, melynek során az eredeti képanyag – általában idegen nyelvű – hanganyagát lehalkítva rögzítenek a hanganyaghoz újabb dialógusokat, párbeszédeket stb. Hangalámondással általában dokumentumfilmekben találkozhatunk, bár Magyarországon a VHS-korszakban sokszor jellemzőek voltak az ún. „alábeszélős” filmek.

A magyar filmgyártásban a rendszerváltás előtt a hazai készítésű filmek és sorozatok döntő többségét utószinkronizáltan forgatták. A hangsávok utólagos felvételénél fontos volt a pontos időzítés.

## Külső hivatkozások
- Magyarszinkron.hu – a minőségi szinkronizálásért
- ISzDb – Internetes Szinkron Adatbázis
- Tóth Menyhért: A magyar szinkron története – Filmtett, 2015. május 19.